# Trang An
Trang An je spektakularan krajolik vapnenačkih krških vrhova prožetih dolinama, od kojih su neki potopljeni, a neki okružen strmim, gotovo okomitim stijenama, na južnoj obali delte Crvene rijeke u vijetnamskoj pokrajini Ninh Bình. Istraživanja nekih od najviših špilja koje se nižu ovim krajolikom otkrila su arheološke tragove ljudske djelatnosti koje datiraju prije gotovo 30.000 godina. Oni dokazuju kako su ove planine lovci-sakupljači naseljavali i kako su se prilagodili klimatskim i ekološkim promjenama. Trang An je 2014. godine upisan na UNESCO-ov popis mjesta svjetske baštine u Aziji kao slikovito mjesto koje također uključuje i Hoa Lu, staru prijestolnicu Vijetnama u 10. i 11. stoljeću, kao i hramove, pagode, polja makova, te sela i sveta mjesta.
U kasnom 10. stoljeću, Hoa Lu je bio glavni grad, kao i gospodarsko, političko i kulturno središte Đại Cồ Việt (Dai Viet), nezavisne vijetnamske države koju je 968. god. utemeljio lokalni vojskovođa Đinh Bộ Lĩnh (postumno poznat kao Đinh Tiên Hoàng ili „Prvi Dinh car”), nakon godina građanskog rata i rata za neovisnost od kineske Južne Han dinastije. Hoa Lu pokriva područje od 300 ha (3 km²), uključujući unutarnje i vanjske gradske zidine, obrambene zemljane nasipe, palače, hramove i svetišta, sve okruženo i zaštićeno planinama vapnenca.
Bái Đính hram i kulturni kompleks (vijetnamski: Chùa Bái Đính) je kompleks budističkih hramova na planini Bai Dinh u Gia Vien distriktu koji se sastoji od izvornog starog hrama i novootvorenog većeg hrama. Smatra se za najveći kompleks budističkih hramova u Vijetnamu i postao je popularno mjesto za budistička hodočašća iz cijele zemlje. Izvorna Bai Đính pagoda se nalazi u podnožju, nekih 800 metara od novog hrama. Rastući niz od preko 300 kamenih stuba vodi ispod ukrasnih vrata do ulaza. Sam hram se nalazi u nizu manjih špilja na planini.
Tam Coc („Tri špilje”) je trosatni izlet brodićem uz rijeku Ngo Đồng, s početkom u selu Van Lam, kroz slikovit krajolik kojim dominiraju rižina polja i krški tornjevi. Ruta uključuje plovidbu kroz tri prirodne špilje (Hang Cả, Hang Hai i Hang Ba), od kojih je najveća duga 125 m sa stropom od oko 2 m iznad vode. Brodovima obično upravljaju jedna ili dvije lokalne žene koje također prodaju vezene ručne radove.
Bich Động je pagoda na obližnjoj planini Ngu Nhac iz 1428. god. koja obuhvaća tri objekta: pagode Hạ, Trung i Thượng, tim redoslijedom.
- Vapnenačka stijena kod Hoa Lua
- Lăng Lê Đại Hành
- Đền Vực Vông
- Dongamtien
- Festival kraljeva Dinh i Le u hramu Đinh Tiên Hoàng
- Hram Codohoalu
- Hram Bái Đính
- Zavojita rijeka Ngô Đồng
- Obilazak potopljenih špilja Tam Cốc (“Tri špilje”)
- Hạ Pagoda

## Poveznice
Najslavnije krške tvorevine na svijetu:
- Nacionalni park Phong Nha Ke Bang, Vijetnam
- Gunung Mulu, Malezija
- Krške špilje Aggteleka i Slovačkog krša
- Škocjanske jame, Slovenija
- Južnokineski krš